# Tjekkiets håndboldforbund
Tjekkiets håndboldforbund (tjekkisk: Český Svaz Házené) (CHA) er det tjekkiske håndboldforbund. Forbundets hovedkvarter ligger i landets hovedstad Prag. Forbundet er medlem af det europæiske håndboldforbund, European Handball Federation (EHF) og det internationale håndboldforbund, International Handball Federation (IHF). Forbundet har ansvaret for herrelandsholdet og damelandsholdet, samt ungdomslandsholdene, ligaerne og andre nationale, kommunale turneringer.